# Acanthormius tianmushanensis
Acanthormius tianmushanensis är en stekelart som beskrevs av Chen och He 2000. Acanthormius tianmushanensis ingår i släktet Acanthormius och familjen bracksteklar. Inga underarter finns listade i Catalogue of Life.